# Ángela Eufemia Sempere Sanjuán
Ángela Eufemia Sempere Sanjuán (Banyeres de Mariola, Alcoià - València, 16 de gener de 1971) fou una mestra valenciana.

## Biografia
De família de classe treballadora –son pare regentava un taller d'espardenyes–, estudià a l'escola pública de Banyeres i treballà al taller familiar fins que, als 18 anys, ingressa en l'Escola Normal Femenina d'Alacant, on aprovà la revàlida de mestra de primera ensenyança superior el 1910, amb la qualificació d'excel·lent. Es trasllada a Madrid. on exerceix de mestra interina en escoles públiques i dona classes privades, que li permeten matricular-se en la Secció de Ciències de l'Escola Superior de Magisteri, en què forma part de la setena promoció (1915-1918). Durant l'estada a Madrid resideix, becada, a la institucionista Residencia de Señoritas, dirigida per María de Maeztu. En juliol de 1920 és nomenada inspectora a Palma, on desenvoluparà una fecunda tasca pedagògica i feminista. Membre impulsora de la Secció Femenina de la societat Foment del Civisme, de la qual formava part de la Junta directiva, fou la responsable de la pàgina femenina de La Vanguardia Balear, periòdic de Foment. A través de la societat impulsarà la creació de noves escoles femenines i de centres educatius destinats a millorar l'educació de les dones mitjançant conferències, classes de taquigrafia, de tall i confecció, de formació primària per adultes… i, fins i tot, d'una guarderia per als fills de les sòcies.
Durant la dictadura primoriverista és traslladada forçosa a Tarragona, per l'Ordre del 19 abril 1928, per la qual es decidia el canvi de destinació de 17 membres del cos de la inspecció a altres províncies de l'Estat. Allà romandria fins que és destinada a Múrcia (agost 1931) encara que va tornar a Tarragona en comissió de serveis. Ja en juny de 1932 és destinada a la inspecció de València. Serà ací on desenvolupe una àmplia tasca professional, dinamitzant els Centres de Col·laboració Pedagògica del Racó d'Ademús i d'Alpuente - La Yesa (els Serrans), zones de la seva responsabilitat. Participarà, així mateix, en la Setmana Pedagògica d'Ontinyent (1934) desenvolupant el tema «La escuela y el hogar» i serà membre del Tribunal 2 de cursets d'accés al Magisteri el 1936. Serà nomenada inspectora en cap al 1936, càrrec que exercirà fins pràcticament el final de la guerra.
Dona compromesa professionalment, serà membre de la de la Casa del Mestre, on exerciria un càrrec directiu a la seua primera Junta Directiva (1933) i afiliada destacada a la Federació Valenciana de Treballadors de l'Ensenyament, sindicat que la designarà, en representació seua, vocal en la Comissió encarregada de la depuració dels mestres en juliol de 1936. Políticament evolucionarà d'Esquerra Republicana al Partit Comunista, i tindrà una activa participació en actes antifeixistes. Feminista convençuda, va publicar un editorial a favor del sufragi femení en la premsa mallorquina, en els anys 20, i va recomanar, com a cap de la inspecció, implantar la coeducació en les escoles valencianes (1936).
Finalitzada la guerra civil, fou detinguda i empresonada en la Presó Nova de Santa Clara, on compartí privació de llibertat amb Amparo Navarro i altres mestres. Sotmesa a Consell de Guerra el 14 novembre 1939, fou condemnada a 20 anys i un dia de presó major pel delicte d'auxili a la rebel·lió, pena que li seria commutada per la de 6 anys i 1 dia. En presó romandria fins a l'1 de setembre de 1944. Al mateix temps fou sotmesa a procés de depuració per la Comissió Depuradora C i acusada de pertànyer a societats teosòfiques i ser d'esquerres, fou sancionada amb baixa definitiva en l'escalafó.
Una vegada va eixir de la presó, exercí la docència en l'Acadèmia Sempere, en companyia d'altres familiars també sancionats. Seria readmesa al Magisteri el 24 de juny de 1964, poc abans de jubilar-se.